# Tisethor
Tisethor (« compagne d'Horus ») est une princesse de l'Égypte antique, fille de la princesse Khekeretnebti et petite-fille du roi Djedkarê Isési. Son père n'est pas connu. Elle est la nièce de Hedjetnebou, Néserkaouhor, Meret-Isési et Isésiânkh.
Elle a à peine atteint l'âge de la puberté lorsqu'elle est morte. Elle est enterrée dans le mastaba de sa mère.